# Hannaches
Hannaches é uma comuna francesa na região administrativa de Altos da França, no departamento de Oise. Estende-se por uma área de 9,52 km². Em 2010 a comuna tinha 141 habitantes (densidade: 14,8 hab./km²).